# Újezdec (Horní Kruty)
Újezdec je vesnice v okrese Kolín a část obce Horní Kruty. Nachází se 2,5 kilometru jižně od Horních Krut. Prochází jím II/334. Újezdec leží v katastrálním území Újezdec u Horních Krut o rozloze 3,28 km²2.

## Historie
První písemná zmínka o vesnici pochází z roku 1383.

## Další fotografie

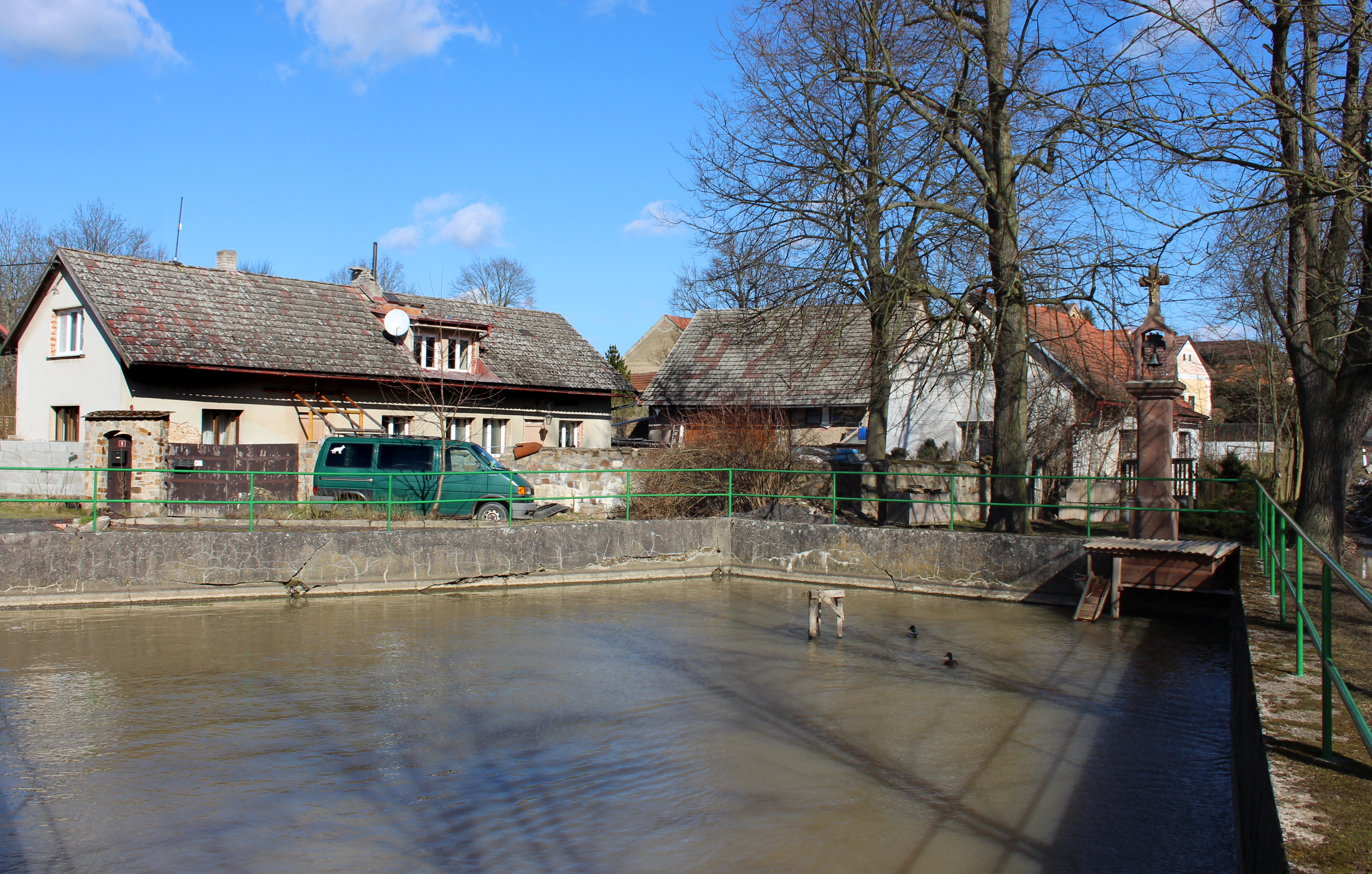
Rybník na návsi
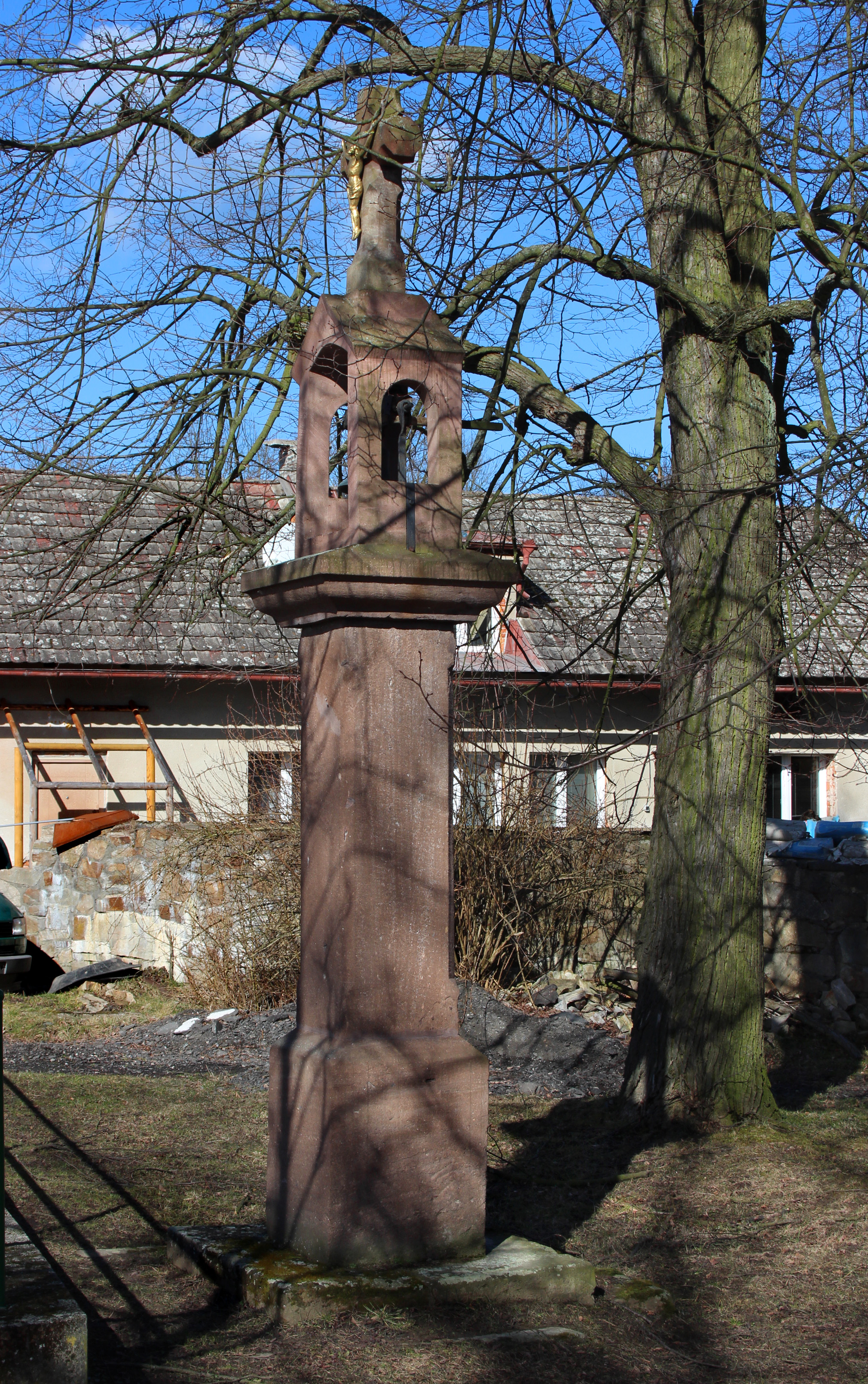
Zvonice s křížkem
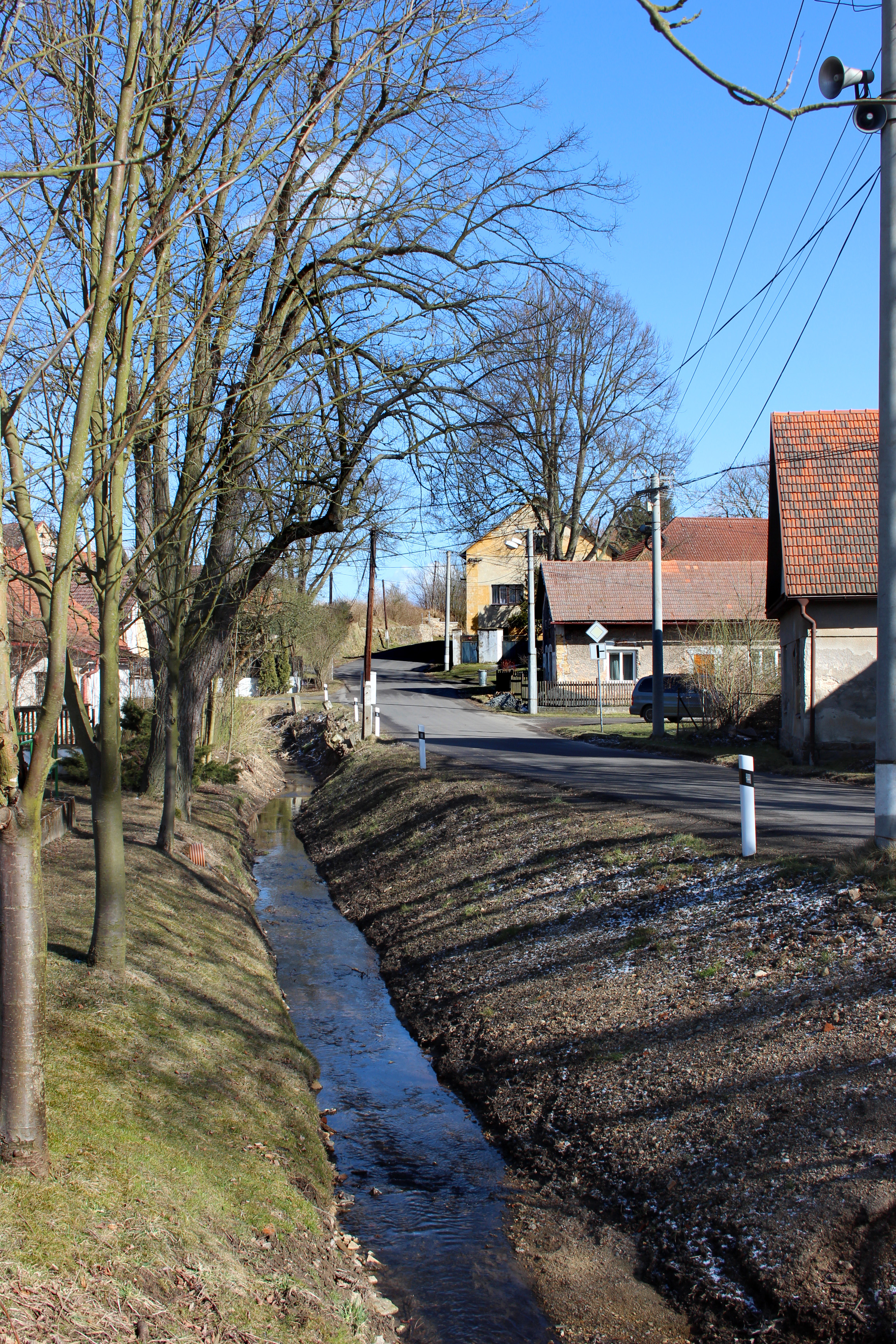
Moštický potok